# Dirck Fredericksze Beuckel
Dirck Fredericksze Beuckel (begraven Gouda, 15 augustus 1671) was burgemeester van de Nederlandse stad Gouda.

## Leven en werk
Beuckel maakte van 1638 tot 1671 deel uit van de vroedschap van Gouda. Hij vervulde in die periode diverse regentenfuncties. Zo was hij tresaurier, schepen, fabriekmeester. Ook was hij regent van het Wees- en Aalmoezeniershuis. De Goudse schilder Jan Ariens Duif schilderde hem en zijn mederegenten in 1636.
Beuckel werd in de periode tussen 1654 en 1662 zesmaal gekozen tot burgemeester. Zijn wapen staat afgebeeld onder glas 22, een van de gebrandschilderde glazen in de Grote of Sint-Janskerk in Gouda. Na zijn overlijden in 1671 werd Beuckel op 15 augustus van dat jaar begraven in deze kerk.

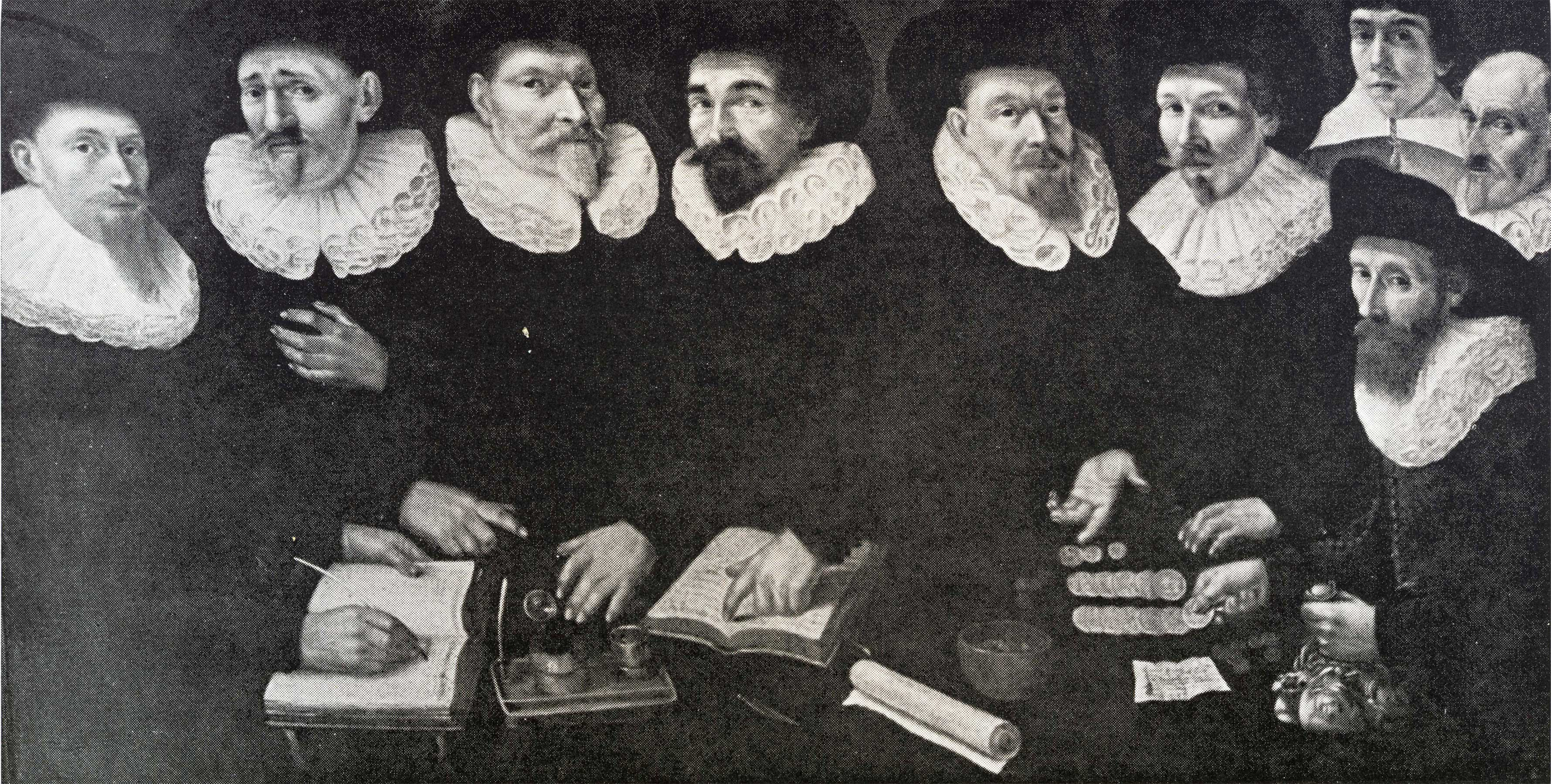
Regenten van het Wees- en Aalmoezeniershuis te Gouda, de middelste regent is Dirck Fredericksze Beuckel